# Топливный плутоний
"Паливний плутоній" зазвичай мають на увазі ізотоп плутоній-239 (Pu-239), який використовується як ядерне паливо та у виробництві ядерної зброї.
🔹 Основні факти про паливний плутоній:
- Походження: утворюється в ядерних реакторах із урану-238 при захопленні ним нейтрона.
- Використання:
  - у змішаному оксидному паливі (MOX – суміш PuO₂ та UO₂) для атомних електростанцій;
  - як сировина для ядерних боєзарядів.
- Ізотопний склад: для енергетики важливий Pu-239 та Pu-241 (подільні ізотопи). Pu-240 та Pu-242 не піддаються ланцюговій реакції так легко, тому знижують «якість» палива.
- Період напіврозпаду:
  - Pu-239 ≈ 24 110 років;
  - Pu-241 ≈ 14 років (розпадається у америцій-241, що є джерелом альфа- та гамма-випромінювання).
- Форма використання: найчастіше у вигляді діоксиду (PuO₂), змішаного з урановим оксидом.
- Особливість: плутоній надзвичайно токсичний і радіоактивний, його навіть мікрограми при вдиханні становлять смертельну небезпеку.

📌 У ядерній енергетиці під терміном "паливний плутоній" зазвичай мають на увазі саме Pu-239 та Pu-241, отримані з відпрацьованого ядерного палива, які потім знову використовуються для виробництва електроенергії у вигляді MOX-палива.
1. ↑  ChatGPT. chatgpt.com. Дата обращения: 16 августа 2025.